# Ozarba chrysaspis
Ozarba chrysaspis är en fjärilsart som beskrevs av Edward Meyrick 1891. Ozarba chrysaspis ingår i släktet Ozarba och familjen nattflyn. Inga underarter finns listade i Catalogue of Life.